# Stigma (Rockband)
Stigma war eine deutsche Alternative-Rock-Band aus Düsseldorf, die um Sänger Marcus Modwozinski 1997 in Hilden gegründet wurde.

## Geschichte
Srdjan Mrdjanov (Gitarre), Tim Schulte (Bass), Sven Hansen (Schlagzeug) lernten sich 1997 am Helmholtz-Gymnasium Hilden kennen und gründeten zusammen mit Sänger Marcus Modwozinski die Band Stigma. Ihre erste CD Take a Look Inside nahmen sie 1998 im Homebase-Studio von Tom Albrecht in Gruiten auf. Mit Tief in Dir entstand der erste Song mit deutschem Liedtext.
Im Sommer 2002 nahm Stigma die erste Hälfte ihres Debütalbums Stigma s/t im Spacelab-Studio auf und lernte kurz darauf Wolfgang Rohde kennen, den Ex-Drummer der Band Die Toten Hosen, der sie zu seinem Rock-am-Turm-Festival in Meerbusch einlud. Kurz darauf bot er der Band seine Unterstützung und einen Verlagsdeal an.
2002 gewannen Stigma den Diebels-Contest, bei dem sie auf dem Bizarre-Festival in Weeze auf der Hauptbühne spielten.
2003 folgte ein Demovertrag mit East West Records (Warner Music Group), durch den die Band weitere fünf deutschsprachige Songs im Studio aufnehmen konnte. Er endete zwar nicht in einer Zusammenarbeit, jedoch verschaffte der Band durch die Neuaufnahmen genug Material, um eine komplette CD mit zwölf Tracks zu veröffentlichen. Dies geschah im April 2003 im Eigenvertrieb unter dem Namen Stigma s/t, das viele gute Kritiken bekam. Die erste Auflage von 500 Stück wurde innerhalb eines knappen Jahres verkauft.
Es folgten viele Konzerte in ganz Deutschland sowie im Ausland, bei denen Stigma u. a. mit Incubus, Such a Surge, Donots, Puddle of Mudd, Die Toten Hosen und Emil Bulls auf der Bühne standen.
2004 unterschrieb die Band einen Plattenvertrag bei dem zu der Zeit neuem Plattenlabel Goldene Zeiten, welches Wolfgang Rhode gegründet hatte. Am 2. November 2004 erschien das Album Ewig im Moment mit 14 deutschsprachigen Songs, das deutschlandweit vertrieben wurde.
Zu dem Song Katharsis des Albums wurde 2005 mit dem Regisseur Aleksander Bach ein Musikvideo gedreht. Katharsis wurde weltweit vom Goethe-Institut genutzt, um die deutsche Sprache zu vermitteln.
2005 war Stigma mit ihrem neuen Album auf Tour und spielten unter anderem bei Rock am Ring und Rock im Park. Anfang 2006 spielten Stigma im UFA-Palast Kino Düsseldorf ein Unplugged-Konzert. Dort wurde die Live & Unplugged-CD aufgenommen.
Am 25. April 2008 erschien ihr drittes Studioalbum Komawunderland, das mit dem Produzenten Marius Gabriel Bucur in den Hansahaus-Studios in Bonn im Dezember 2007 eingespielt wurde. Im November 2008 entschlossen sich Stigma, nachdem sie elf Jahre lang viele Konzerte zusammengespielt hatten, eine halbjährige Pause einzulegen. Seit April 2009 waren sie wieder live zu sehen und auf der „Machmalauter“-Tour der Toten Hosen vertreten.
Im Jahr 2011 beschloss die Band, sich aufzulösen.

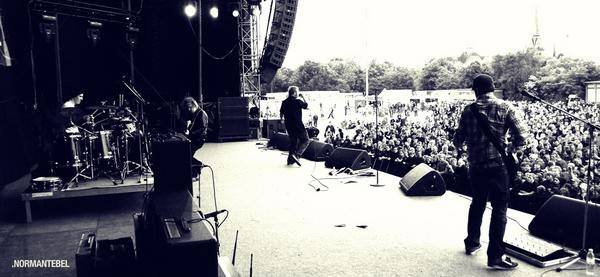
Stigma Live
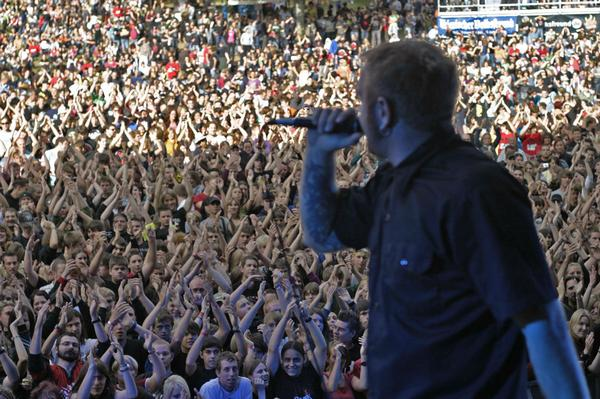
Marcus
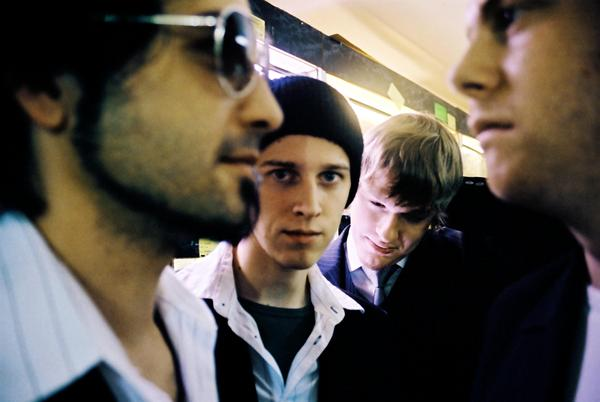
Foto zur Ewig im Moment

## Diskografie
- 1998: Take a Look Inside
- 2001: To Be Honest...
- 2003: Stigma s/t (Vertrieb: Motor Digital)
- 2004: Ewig im Moment (Goldene Zeiten Records / Edel)
- 2004: Forever In The Moment
- 2006: Live & Unplugged (Goldene Zeiten Records)
- 2008: Komawunderland (Goldene Zeiten Records / Cargo Records)